# Lasioglossum immunitum
Lasioglossum immunitum là một loài Hymenoptera trong họ Halictidae. Loài này được Vachal mô tả khoa học năm 1895.